# Río Pinega
El río Pínega (en ruso: Пинега) es un largo río, un afluente por la derecha del río Dviná Septentrional. Tiene una longitud de 779 km y drena una cuenca de 42.600 km², una superficie similar a la de Suiza.
Administrativamente, el río discurre íntegramente por el territorio del óblast de Arcángel.

## Geografía
El río Pínega nace en la taiga que recubre el norte de la gran llanura de la Rusia europea, en la parte sureste del óblast de Arjánguelsk, de la confluencia de dos pequeñas fuentes, el Bélaya (Blanco) y Chórnaya (Negro). Desde su nacimiento el río corre generalmente hacia el norte-noroeste, paralelamente al curso de otro importante río, el Mezén, que discurre un centenar de kilómetros al este. En su curso inferior, cerca del mar Blanco, el Pínega describe un amplio lazo que le encamina hacia el suroeste, una dirección que mantendrá el resto de su curso de 779 km. Termina desaguando por la margen derecha en el río Dviná Septentrional, en la localidad de Ust-Pínega, más o menos unos 70 km aguas arriba de la ciudad de Arjánguelsk, donde el Dviná desemboca en el mar Blanco.
El Pínega atraviesa una región escasamente poblada y cubierta por la vasta tundra del gran norte ruso. El río es atravesado dos veces por la línea de ferrocarril Arjánguelsk-Karpogory.
El Pínega comunica con el río Kuloy (Кулой, de 350 km de longitud) que drena directamente en el mar Blanco, tras la construcción de un canal fluvial, el canal Kuloy, de 202 km que conecta cerca de la ciudad de Pínega, un canal construido entre 1926-28.
A orillas del río hay varios lugares de interés, como el monasterio Artýmievo-Verkolski (ca. 1635) y la Reserva Natural de Pínezhski, establecida en 1974, que cuenta con una importante área kárstica con más de 100 cuevas.

## Congelación y navegabilidad
El Pínega se congela habitualmente entre la segunda quincena de octubre y principios de noviembre, y permanece cubierto de hielo hasta finales de abril o principios de mayo.
Salvo en este largo período, el río es navegable un tramo de unos 580 kilómetros desde su confluencia con el Dviná.

## Afluentes
Los principales afluentes del Pínega son:
- por la izquierda: 
  - el río Vyia (Выя), con una longitud de 181 km y una cuenca de 2.710 km²;
  - el río Yula (Юла), con una longitud de 314 km y una cuenca de 5.290 km²;
  - el río Pokshenga (Покшенга), con una longitud de 170 km y una cuenca de 4.960 km²;
- por la derecha:
  - el río Ílesha (Илеша), o Bolshaya Ílesha, con una longitud de 204 km y una cuenca de 2.520 km²;
  - el río Yózhuga (Ёжуга), con una longitud de 165 km, una cuenca de 2.850 km² y un caudal de 13,5 m³/s;

## Hidrometria
El caudal del Pínega se ha observado durante 86 años (en el período 1914-99) en Kulogory, una ciudad localizada a unos 125 km de su confluencia con el Dviná Septentrional.
El caudal medio anual o módulo observado en Kulogory durante ese período fue de 375 m³/s para una cuenca drenada de 36.700 km², aproximadamente el 85% de la superficie total de la cuenca del río (que tiene 42 600 km²). La lámina de agua que fluye en esta parte de la cuenca -con mucho, la más importante- alcanzó la cifra de 323 mm por año, que puede considerarse bastante alta, pero que se corresponde a las mediciones de la mayoría de los ríos del norte de la Rusia europea.
El Pínega presenta fluctuaciones estacionales de caudal altas. Las crecidas se producen en primavera, en mayo y junio (con un máximo muy claro en mayo), resultantes de la fusión de la nieve. Desde mediados de junio, el caudal se derrumba, luego se estabiliza en julio para mantener un nivel constante hasta el final del otoño, como resultado de las precipitaciones en forma de lluvia. En septiembre y sobre todo en octubre, se produce un repunte muy marcado de la corriente, marcando una segunda cumbre anual, aunque mucho menos importante. En diciembre se produce un fuerte descenso del caudal que conduce a la época de mínimos de agua, relacionada con el invierno ruso y sus importantes heladas. El río alcanza su mínimo, o estiaje, de diciembre a marzo-abril.
El caudal medio mensual observado en marzo (mínimo de estiaje) es de 78,0 m³/s, o menos del 5% del caudal promedio en el mes de mayo (1.659 m³/s), lo que pone de relieve la significativa amplitud de las variaciones estacionales. Estas diferencias también pueden ser aún más altas: así, en el período de observación de 86 años, el caudal mínimo mensual fue de 42,4 m³/s (enero 1915), mientras que el flujo mensual máximo fue de 2.910 m³/s en mayo de 1955.
En el periodo estival, el más grande libre de hielo (desde junio a septiembre inclusive), el caudal mensual mínimo observado fue de 67,3 m³/s en agosto de 1937. Pero fue un acontecimiento muy raro.
| Caudal medio mensual del Pínega en la estación de aforo Kulogory (Datos calculados en 1914-99, 86 años, en m³/s) |
| |